# Język umbugarla
Język umbugarla – język australijski, być może izolat, w roku 1981 używany przez trzy osoby na Ziemi Arnhema (północna Australia). Ostatnia osoba posługująca się tym językiem zmarła ok. 2000 roku. Dane nt. tego języka są bardzo ograniczone.
Sugerowano związek z innym językiem izolowanym – ngurmburem, wraz z którym miałby tworzyć rodzinę języków umbugarlo-ngurmburskich, ale w nowszej propozycji umbugarlę włączono do postulowanej rodziny języków Ziemi Arnhema, jednak bez ngurmbura.